# Olivia Ghezzi Perego
Olivia Ghezzi Perego (Milano, 8 marzo 1983) è una stilista italiana.
Nasce, dopo Andrea e Monica, da Micaela "Miky" Moellhausen e Giulio Ghezzi Perego Besozzi di Castelbesozzo. Dopo aver seguito corsi di recitazione per diventare un'attrice di teatro, all'età di 13 anni decide di cambiare strada e di seguire le orme di sua madre, Miky Moellhausen, proprietaria di un atelier di moda nel quartiere di Brera. Frequenta quindi un corso dell'Istituto Europeo di Design (IED) di Milano, conseguendo nel 2005 una laurea in Fashion design.
Nel 2008 inizia una collaborazione con il brand Alberta Ferretti nel settore dell'organizzazione delle vendite. Nello stesso anno apre un suo atelier, "Maison Olivia", con showroom a Porta Romana.
Dal 2015 ha una rubrica di moda nel programma Detto fatto di Rai 2, presentato da Bianca Guaccero. 
È legata sentimentalmente all'attore e comico Gianpaolo Gambi.  